# Ernst Bartholomé (Chemiker)
Ernst Friedrich Ludwig Bartholomé (* 26. November 1908 in Mönchengladbach; † 7. Juni 1990 in Heidelberg) war ein deutscher Chemiker und Mitentwickler des Sachsse-Bartholomé-Verfahrens.

## Leben
Ernst Bartholomé studierte Naturwissenschaften in Freiburg i. Br. und Berlin. In Freiburg schloss er sich dem KStV Flamberg und in Berlin dem KStV Semnonia im Kartellverband an. 1933 promovierte er am Euckenschen Institut für Physikalische Chemie in Göttingen über das IR-Spektrum einfacher Gasmoleküle. Im selben Jahr schloss er sich der SA an. Anschließend arbeitete er zusammen mit Klaus Clusius über das neu entdeckte Deuterium. 1937 wechselte er zur BASF nach Ludwigshafen, wo er während des Zweiten Weltkriegs bei Matthias Pier über partielle Methanverbrennung arbeitete. Am 15. Juli 1937 beantragte er die Aufnahme in die NSDAP und wurde rückwirkend zum 1. Mai desselben Jahres aufgenommen (Mitgliedsnummer 5.898.628). Nach seiner Neuhabilitierung in Heidelberg im Jahr 1949 hielt er dort Vorlesungen über chemische Verfahrenstechnik. 1954 erhielt er den Dechema-Preis.